# Spilosoma leucoptera
Spilosoma leucoptera là một loài bướm đêm thuộc phân họ Arctiinae, họ Erebidae.